# مارچلا دی فولکو
مارچلا دی فولکو (ایتالیایی: Marcella Di Folco؛ ‏ ۷ مارس ۱۹۴۳ – ۷ سپتامبر ۲۰۱۰) بازیگر، سیاستمدار و کنشگر حقوق ال‌جی‌بی‌تی اهل ایتالیا بود. او در آغاز با نام «مارچلو دی فولکو» در سینما فعالیت داشت و نقش مردان را بازی می‌کرد؛ اما در سال ۱۹۸۷ با عمل جراحی تغییر جنسیت داد و از آن پس نقش زنان را بازی می‌کرد.
از فیلم‌هایی که وی در آن نقش داشته است، می‌توان به چه زیباست برناردا، سراپا شبدیز، سراپا پرحرارت، ساتیریکون فلینی، رم، آمارکورد، دکامرون شماره ۲ – دیگر حکایت‌های بوکاچو، شهر زنان و نشان تو چیست؟ اشاره کرد.